# Nuoto ai XVII Giochi del Mediterraneo - 1500 metri stile libero maschili
Le gare di nuoto nella categoria 1500 metri stile libero maschili si sono tenute il 24 giugno 2013 al Yeni Olimpik Yüzme Havuzu di Mersin.

## Calendario
Fuso orario EET (UTC+3).
| Data      | Ora   | Turno    |
| --------- | ----- | -------- |
| 24 giugno | 10:10 | Batterie |
| 24 giugno | 18:56 | Finale   |

## Risultati
Non sono previste batterie eliminatorie. Sono iscritti 10 nuotatori articolati in 2 finali. La classifica finale, con la relativa assegnazione delle medaglie, si stila sulla base dei migliori tempi.

### Finale 2
| Pos. | Nome              | Nazione  | Tempo    | Corsia | Note |
| ---- | ----------------- | -------- | -------- | ------ | ---- |
| 1    | Antonios Fokaidis | Grecia   | 15'30"49 | 4      |      |
| 2    | Martin Bau        | Slovenia | 15'55"19 | 3      |      |
| 3    | Nezir Karap       | Turchia  | -        | 5      | DNQ  |

### Finale 1
| Pos. | Atleta               | Nazionalità | Tempo    | Corsia |
| ---- | -------------------- | ----------- | -------- | ------ |
|      | Oussama Mellouli     | Tunisia     | 15'12"36 | 4      |
|      | Luca Baggio          | Italia      | 15'15"16 | 5      |
|      | Matteo Furlan        | Italia      | 15'21"19 | 1      |
| 4    | Ahmed Mahmoud        | Egitto      | 15'28"92 | 3      |
| 5    | Ediz Yildirimer      | Turchia     | 15'31"09 | 7      |
| 6    | Antonio Arroyo Perez | Spagna      | 15'34"42 | 6      |
| 7    | Lucas Vigoretto      | Francia     | 15'46"01 | 2      |